# كلور (سرعين)
كلور هي قرية في مقاطعة سرعين، إيران. عدد سكان هذه القرية هو 112 في سنة 2006.